# 膀胱镜
膀胱镜是内窥镜的一种，膀胱镜检查进行时，往往伴随着局部麻醉。有必要的话，医生会使用全身麻醉。
通常，膀胱镜的主体是一根光学纤维，纤维的直径在大约9毫米以内，顶端有一个光源。膀胱镜通过尿道进入膀胱，将膀胱内壁影像传到光学纤维另一端的目镜上。
膀胱镜分两种：软膀胱镜和硬膀胱镜。软膀胱镜对男女患者均使用，且操作时一般只需要局部麻醉药，如利多卡因。硬膀胱镜往往引起患者的痛苦，尤其是男患者。故使用硬膀胱镜时，患者往往需要全身麻醉药来减轻痛苦。

## 应用范围
医生通常可能用膀胱镜对有以下症状的患者进行检查：

- 经常性尿路感染
- 尿血
- 小便失禁
- 患者尿样中有异常细胞
- 患者需要膀胱导管
- 小便痛
- 小便不畅
- 尿路结石
- 尿路有肿瘤

## 检查程序
某些医生或许会做特别要求，但通常病人在检查前后的饮食不受限制。某些尿路可能有感染症状的病人可能要在检查前提供尿样。
检查时，病人通常面朝上躺着，双膝微微分开。有时，特别是做硬膀胱镜检查时，膝盖要抬起。医生会柔和地将膀胱镜插入病人尿道。同时，无菌液体，如水或生理盐水，会通过膀胱镜流入患者膀胱，直到膀胱开始膨胀。这样做的目的是让医生看的更清楚。但是病人会因此感到尿意。
从插入膀胱镜到收回膀胱镜的过程大约有几分钟的时间。但是，如果医生发现了结石并决定除掉它，或者医生需要活体组织切片检查，膀胱镜检查可能会花更长时间。
检查结束后，病人可能会在小便时感到尿路有灼烧感，尿中可能会有血。硬膀胱镜检查往往引起患者小便失禁。偶尔会出现下腹疼痛，膀胱肌痉挛。
检查后的疼痛可以通过以下几种方法减轻：
2小时内喝下1升水；
热水澡； 
用温热的湿毛巾捂住尿道出口。
某些医生会要求患者服用抗生素1至2天以预防感染。然而，最近医学界出于对细菌抗药性的担心开始反对这种做法。某些医生还会要求患者服用非那吡啶200毫克以减轻膀胱镜对尿路造成的刺激。